# Damian Băncilă
Damian Băncilă (n. 13 martie 1968, Galați) este un fost jucător român de fotbal, care a activat pe postul de fundaș.

## Jucător
- Gloria CFR Galați (1990-1991)
- Oțelul Galați (1991-1993)
- Gloria CFR Galați (1993-1994)
- Constant Galați (1994-1995)
- Dunărea Galați (1995-1998)
- Dunărea Călărași (1997-1998)
- Diplomatic Focșani (1999-2000)
- Dunărea Galați (2000-2001)